# Club Atlético River Plate 1997-1998
Questa voce raccoglie le informazioni riguardanti il Club Atlético River Plate nelle competizioni ufficiali della stagione 1997-1998.

## Stagione
Il River Plate vince il terzo titolo di fila dopo i due della stagione precedente. L'Apertura vede infatti primeggiare la compagine biancorossa, che supera di un punto i rivali del Boca Juniors. Nel Clausura il campionato si chiude con il 7º posto. In campo internazionale, il club partecipa alla Coppa Libertadores 1998: superato agevolmente il girone finale, raggiunge le semifinali, venendo eliminato dai futuri vincitori del Vasco da Gama. In tutta la competizione la squadra subisce una sola sconfitta, ma decisiva per l'esclusione dalla finale.

## Maglie e sponsor
Lo sponsor tecnico per la stagione 1997-1998 è Adidas, mentre lo sponsor ufficiale è Quilmes.
| Casa | Trasferta |

## Rosa
| N. |                      | Ruolo | Calciatore        |
| -- | -------------------- | ----- | ----------------- |
|    | Argentina (bandiera) | P     | Roberto Bonano    |
|    | Argentina (bandiera) | P     | Germán Burgos     |
|    | Argentina (bandiera) | P     | Joaquín Irigoytia |
|    | Argentina (bandiera) | P     | Alejandro Saccone |
|    | Argentina (bandiera) | D     | Norberto Acosta   |
|    | Paraguay (bandiera)  | D     | Celso Ayala       |
|    | Argentina (bandiera) | D     | Eduardo Berizzo   |
|    | Argentina (bandiera) | D     | José Borrelli     |
|    | Argentina (bandiera) | D     | Javier Gandolfi   |
|    | Argentina (bandiera) | D     | Gustavo Lombardi  |
|    | Argentina (bandiera) | D     | Diego Placente    |
|    | Paraguay (bandiera)  | D     | Pedro Sarabia     |
|    | Argentina (bandiera) | D     | Juan Pablo Sorín  |
|    | Argentina (bandiera) | C     | Pablo Aimar       |
|    | Argentina (bandiera) | C     | Matías Almeyda    |
|    | Argentina (bandiera) | C     | Leonardo Astrada  |
|    | Argentina (bandiera) | C     | Sergio Berti      |
|    | Argentina (bandiera) | C     | Hernán Díaz       |
|    | Argentina (bandiera) | C     | Marcelo Escudero  |

| N. |                      | Ruolo | Calciatore         |
| -- | -------------------- | ----- | ------------------ |
|    | Argentina (bandiera) | C     | Darío Figueroa     |
|    | Uruguay (bandiera)   | C     | Enzo Francescoli   |
|    | Argentina (bandiera) | C     | Marcelo Gallardo   |
|    | Argentina (bandiera) | C     | Leonel Gancedo     |
|    | Argentina (bandiera) | C     | Hernán Maisterra   |
|    | Argentina (bandiera) | C     | Roberto Monserrat  |
|    | Argentina (bandiera) | C     | Carlos Netto       |
|    | Argentina (bandiera) | C     | Gabriel Pereyra    |
|    | Argentina (bandiera) | C     | Pablo Ricchetti    |
|    | Uruguay (bandiera)   | C     | Adrián Sarkissian  |
|    | Argentina (bandiera) | C     | Santiago Solari    |
|    | Colombia (bandiera)  | A     | Juan Pablo Ángel   |
|    | Argentina (bandiera) | A     | Luciano Beutler    |
|    | Argentina (bandiera) | A     | Martín Cardetti    |
|    | Argentina (bandiera) | A     | Ramón Medina Bello |
|    | Argentina (bandiera) | A     | Sebastián Rambert  |
|    | Argentina (bandiera) | A     | Julio Rossi        |
|    | Cile (bandiera)      | A     | Marcelo Salas      |

## Statistiche

### Statistiche di squadra
| Competizione          | Punti | Totale | Totale | Totale | Totale | Totale | Totale | DR  |
| Competizione          | Punti | G      | V      | N      | P      | Gf     | Gs     | DR  |
| --------------------- | ----- | ------ | ------ | ------ | ------ | ------ | ------ | --- |
| Campionato - Apertura | 45    | 19     | 14     | 3      | 2      | 43     | 17     | +26 |
| Campionato - Clausura | 29    | 19     | 7      | 8      | 4      | 32     | 24     | +8  |
| Libertadores          | -     | 12     | 8      | 3      | 1      | 24     | 11     | +13 |
| Totale                | -     |        |        |        |        |        |        | -   |